# Pernilla Wiberg
Pernilla Christina Wiberg (* 15. Oktober 1970 in Norrköping) ist eine ehemalige schwedische Skirennläuferin. Mit zwei Olympiasiegen, vier Weltmeistertiteln und einem Gesamtweltcupsieg gehört sie zu den erfolgreichsten Athletinnen der 1990er Jahre. Außerdem ist sie eine von sieben Läuferinnen, die in allen fünf Disziplinen Weltcuprennen gewonnen haben.

## Biographie
Wie bei ihrer schwedischen Ski-Kollegin Anja Pärson ist seit ihrer Kindheit der legendäre schwedische Skirennläufer Ingemar Stenmark ihr großes Vorbild. Sie ist eine der erfolgreichsten Skirennläuferinnen der 1990er Jahre und konnte in allen fünf alpinen Disziplinen Weltcupsiege feiern.
Pernilla Wiberg darf sich zu den erfolgreichsten Allrounderinnen der Weltcupgeschichte zählen, weil sie in ihrer Karriere in allen Disziplinen gewinnen konnte, zudem in vier verschiedenen Disziplinen bei Weltmeisterschaften und Olympischen Spielen Medaillen gewann und auch weil sie neben Petra Kronberger, Anja Pärson, Lindsey Vonn und Tina Maze die einzige Skirennläuferin ist, die es schaffte, sich in allen fünf Disziplinenweltcupwertungen zumindest auf dem 4. Rang zu klassieren. Am erfolgreichsten war sie aber im Slalom, wo sie 14 Siege feierte und einige Jahre die härteste Konkurrentin der Schweizerin Vreni Schneider war. Den Slalomweltcup gewann sie einmal und belegte fünf Mal den zweiten Platz, wobei sie drei Mal von der Schweizerin geschlagen wurde.
Die Saison 1996/97 war die erfolgreichste der Schwedin: Sie bestritt in jener Saison alle Alpinen Rennen in jeder Disziplin, insgesamt 32 Rennen, und kam dabei 24 Mal unter die ersten Fünf. Sie gewann in jener Saison neun Rennen, war fünf Mal Zweite und vier Mal Dritte und stand somit insgesamt 18 Mal auf dem Podest. Aufgrund dieser Resultate schaffte sie es in dieser Saison auch einen neuen Punkterekord im Gesamtweltcup aufzustellen, der allerdings von Janica Kostelić in der Saison 2005/06 knapp übertroffen wurde. Das war auch die Saison, in der es ihr als einzige Läuferin neben Janica Kostelić und Tina Maze gelang, sich in einer Saison in allen Disziplinenwertungen unter den ersten fünf zu klassieren. Den Gesamtweltcup, den Slalomweltcup und den Kombinationsweltcup gewann sie, im Super-G wurde sie Dritte, in der Abfahrt Vierte und im Riesenslalom Fünfte. Im Super-G hatte sie bis zum Saisonfinale die Wertung relativ klar angeführt, da sie aber im letzten Rennen ausschied, musste sie die kleine Kugel noch an die Deutsche Hilde Gerg abgeben.
Sie gewann bei den Weltmeisterschaften 1991 in Saalbach-Hinterglemm den Weltmeistertitel im Riesenslalom, 1992 gewann sie Gold im Riesenslalom bei den Olympischen Spielen in Albertville, 1994 gewann sie die Kombination bei den Olympischen Spielen in Lillehammer. Bei den Skiweltmeisterschaften 1996 in der Sierra Nevada gewann sie den Slalom und die Kombination, 1997 holte sie Bronze in der Abfahrt bei den Skiweltmeisterschaften in Sestriere. Bei den Olympischen Spielen 1998 in Nagano gewann sie die Silbermedaille in der Abfahrt. Bei den Alpinen Skiweltmeisterschaften 1999 in Vail gewann sie außerdem noch Gold in der Kombination und Silber im Slalom.
Pernilla Wiberg war die erste schwedische Weltmeisterin und Olympiasiegerin im alpinen Bereich. Außerdem ist sie eine der wenigen Skirennläuferinnen, die in drei verschiedenen Disziplinen Weltmeisterin wurde. Während ihrer Skikarriere wurde sie jedoch auch öfters von schweren Verletzungen, wie Kreuzbandriss, Meniskusproblemen und Rippenbruch, heimgesucht, welche sie immer wieder zurückwarfen und sicherlich weitere Erfolge der Schwedin verhinderten. Besonders die Knieprobleme und der Rippenbruch nach ihrer erfolgreichsten Saison 1997 versetzten ihr einen großen Rückschlag, so dass sie auch für die Olympischen Winterspiele 1998 in Nagano nicht mehr ganz fit werden konnte. Insgesamt musste sich Wiberg in ihrer Karriere zwölf Knieoperationen unterziehen.
Im Jahr 2002 trat sie nach den Olympischen Spielen in Salt Lake City zurück. Seither ist sie Co-Kommentatorin beim schwedischen Fernsehen. Sie hat einen Sohn und eine Tochter. Wiberg ist seit 2002 Mitglied des Internationalen Olympischen Komitees und bei den Olympischen Winterspielen in Turin 2006 konnte sie deshalb auch ihrer Landsfrau Anja Pärson die Goldmedaille, die sie im Slalom gewann, überreichen. 1991 wurde sie mit der Svenska-Dagbladet-Goldmedaille geehrt und 1991 und 1992 mit dem Radiosportens Jerringpris ausgezeichnet.
Wiberg besitzt ein Hotel in Idre in der Provinz Dalarnas län. Sie lebt in Monaco.

## Erfolge

### Olympische Spiele
- Albertville 1992: 1. Riesenslalom, 12. Super-G
- Lillehammer 1994: 1. Kombination, 4. Super-G, 4. Slalom, 9. Abfahrt
- Nagano 1998: 2. Abfahrt, 11. Riesenslalom, 14. Super-G
- Salt Lake City 2002: 12. Super-G, 14. Abfahrt

### Weltmeisterschaften
- Saalbach 1991: 1. Riesenslalom, 6. Slalom
- Sierra Nevada 1996: 1. Slalom, 1. Kombination, 9. Super-G, 18. Riesenslalom, 21. Abfahrt
- Sestriere 1997: 3. Abfahrt, 6. Riesenslalom, 7. Super-G
- Vail/Beaver Creek 1999: 1. Kombination, 2. Slalom, 4. Riesenslalom, 9. Super-G, 18. Abfahrt
- St. Anton 2001: 7. Super-G, 18. Abfahrt

### Weltcupwertungen
Pernilla Wiberg hat einmal den Gesamtweltcup gewonnen (1997), dazu kommen vier weitere Siege in Disziplinenwertungen.
| Saison  | Gesamt | Gesamt | Abfahrt | Abfahrt | Super-G | Super-G | Riesenslalom | Riesenslalom | Slalom | Slalom | Kombination | Kombination |
| Saison  | Platz  | Punkte | Platz   | Punkte  | Platz   | Punkte  | Platz        | Punkte       | Platz  | Punkte | Platz       | Punkte      |
| ------- | ------ | ------ | ------- | ------- | ------- | ------- | ------------ | ------------ | ------ | ------ | ----------- | ----------- |
| 1989/90 | 45.    | 26     | -       | -       | -       | -       | -            | -            | 17.    | 26     | -           | -           |
| 1990/91 | 7.     | 140    | -       | -       | -       | -       | 3.           | 61           | 2.     | 79     | -           | -           |
| 1991/92 | 5.     | 821    | -       | -       | 28.     | 62      | 5.           | 314          | 2.     | 445    | -           | -           |
| 1992/93 | 24.    | 319    | 43.     | 17      | 30.     | 32      | 17.          | 90           | 11.    | 180    | -           | -           |
| 1993/94 | 2.     | 1343   | 11.     | 136     | 5.      | 189     | 11.          | 218          | 2.     | 620    | 1.          | 180         |
| 1994/95 | 6.     | 816    | 12.     | 201     | 13.     | 140     | 38.          | 20           | 2.     | 355    | 1.          | 100         |
| 1995/96 | 8.     | 777    | 10.     | 252     | 19.     | 85      | 34.          | 26           | 3.     | 414    | -           | -           |
| 1996/97 | 1.     | 1960   | 4.      | 412     | 3.      | 449     | 5.           | 229          | 1.     | 770    | 1.          | 100         |
| 1997/98 | 35.    | 229    | 29.     | 29      | 36.     | 28      | 28.          | 41           | 24.    | 81     | 11.         | 50          |
| 1998/99 | 5.     | 924    | 14.     | 164     | 8.      | 262     | 22.          | 83           | 2.     | 415    | -           | -           |
| 1999/00 | 33.    | 331    | 22.     | 128     | 21.     | 84      | 41.          | 50           | 28.    | 69     | -           | -           |
| 2000/01 | 59.    | 98     | 48.     | 5       | 23.     | 93      | -            | -            | -      | -      | -           | -           |
| 2001/02 | 23.    | 360    | 10.     | 208     | 13.     | 103     | 57.          | 4            | -      | -      | 12.         | 45          |

### Weltcupsiege
Insgesamt hat Pernilla Wiberg 24 Weltcuprennen gewonnen (2 Abfahrten, 3 Super-G, 2 Riesenslaloms, 14 Slaloms, 3 Kombinationen). Dazu kommen 23 zweite Plätze und 14 dritte Plätze.
| Datum             | Ort        | Land    |
| ----------------- | ---------- | ------- |
| 12. März 1997     | Vail       | USA     |
| 18. Dezember 1999 | St. Moritz | Schweiz |

| Datum            | Ort                | Land       |
| ---------------- | ------------------ | ---------- |
| 17. Januar 1994  | Cortina d’Ampezzo  | Italien    |
| 1. Dezember 1996 | Lake Louise        | Kanada     |
| 12. Januar 1997  | Bad Kleinkirchheim | Österreich |

| Datum            | Ort         | Land     |
| ---------------- | ----------- | -------- |
| 10. März 1991    | Lake Louise | Kanada   |
| 28. Februar 1992 | Narvik      | Norwegen |

| Datum           | Ort           | Land    |
| --------------- | ------------- | ------- |
| 5. Februar 1994 | Sierra Nevada | Spanien |
| 12. März 1995   | Lenzerheide   | Schweiz |
| 2. Februar 1997 | Laax          | Schweiz |

| Datum             | Ort                | Land        |
| ----------------- | ------------------ | ----------- |
| 7. Januar 1991    | Bad Kleinkirchheim | Österreich  |
| 20. März 1991     | Waterville Valley  | USA         |
| 6. Dezember 1992  | Steamboat Springs  | USA         |
| 12. Dezember 1993 | Veysonnaz          | Schweiz     |
| 6. Januar 1994    | Morzine            | Frankreich  |
| 12. März 1995     | Lenzerheide        | Schweiz     |
| 22. Dezember 1995 | Veysonnaz          | Schweiz     |
| 29. Dezember 1995 | Semmering          | Österreich  |
| 28. Dezember 1996 | Semmering          | Österreich  |
| 4. Januar 1997    | Maribor            | Slowenien   |
| 19. Januar 1997   | Zwiesel            | Deutschland |
| 7. März 1997      | Mammoth Mountain   | USA         |
| 16. März 1997     | Vail               | USA         |
| 3. Januar 1999    | Maribor            | Slowenien   |

### Juniorenweltmeisterschaften
- Sälen 1987: 24. Riesenslalom
- Madonna di Campiglio 1988: 19. Abfahrt, 22. Super-G, 26. Riesenslalom

### Schwedische Meisterschaften
Pernilla Wiberg wurde neunmal Schwedische Meisterin:
- Slalom: 1990, 1991, 1992, 1996 und 1997
- Riesenslalom: 1991 und 1997
- Super-G: 1992
- Abfahrt: 1992